# 1 2 3 〜恋がはじまる〜
「1 2 3 〜恋がはじまる〜」（ワン・ツー・スリー 〜こいがはじまる〜）は、いきものがかりの楽曲。自身の25作目のシングルとして、エピックレコードジャパンからCDシングル・デジタル・ダウンロードで2013年6月5日に発売された。

## 概要
前作「風が吹いている」から約10ヶ月半ぶりの発売となる2013年第1弾シングル。初回仕様限定盤には特典として「いきものカード034」が封入されている。
オリコンチャートでは、2008年リリースの「帰りたくなったよ」以来16作ぶりに初動売上が2万枚を下回り、累計も2007年リリースの「うるわしきひと/青春のとびら」以来20作ぶりに3万枚を下回った。

## 収録曲
全編曲：本間昭光
1. 1 2 3 〜恋がはじまる〜 （4:59） 
  - 作詞・作曲：水野良樹

カルピス『カルピスウォーター』CMソング[2]。
水野が制作したシングルA面曲では久々となるラブソングとなっており、間奏やアウトロにはシングルA面曲では「ホタルノヒカリ」以来となるハーモニカパートが登場する。
PVは埼玉県川越市にある山村学園高等学校で撮影が行なわれた[3]。高校生の男女がふとしたきっかけで出会ってから恋が始まるまでの場面をミュージカル風に描いたもので[4]、主演の女子高生役を鈴木瑠華が演じた[5]。この撮影には在校生がエキストラとして参加している。
2. あしたのそら （4:47）
  - 作詞・作曲：山下穂尊

長年ライブでサポートベーシストを務めている安達貴史が、初めていきものがかりのレコーディングに参加した楽曲。
山下は「『明日へ向かう帰り道』を発表した際に“明日”の読み方が“あした”か“あす”か聞かれまくったので今回はあえて曲名をひらがなにした」と語っている[6]。
6thアルバム『I』にも収録されており、カップリング曲がオリジナルアルバムに収録されるのは「message」以来となる。
3. 1 2 3 〜恋がはじまる〜 -instrumental-
4. あしたのそら -instrumental-

## 収録アルバム
- I（#1・#2）
- 超いきものばかり〜てんねん記念メンバーズBESTセレクション〜（#1)